# Rick Rubin
Rick Rubin   (Lido Beach, 10 de març de 1963), és un productor discogràfic nord-americà, múltiple guanyador del Grammy, és més conegut pel seu treball amb el rap i el heavy metal, així també per la sèrie de discos de "American Recordings" amb Johnny Cash. Rubin va ser una figura important en la fusió del rap i el hard rock, posant junts a Aerosmith i a Run-DMC per a la seva cançó èxit "Walk this way". Rubin també va ser clau per a la fusió del rap i el heavy metal en el metal alternatiu, nu-metal i altres formes. MTV el va anomenar "el productor més important dels últims 20 anys"
A més de ser productor, també és un músic, servint com el DJ original dels Beastie Boys, i cap d'empreses discogràfiques, va fundar Def Jam Records amb Rusell Simons, i més tard va fundar American Recordings.

## Llista d'àlbums produïts
| - 1985: Radio - LL Cool J - 1986: Licensed to Ill - Beastie Boys - 1986: Raising Hell - Run-D.M.C. - 1986: Reign in Blood - Slayer - 1987: Electric - The Cult - 1988: Danzig - Danzig - 1988: Tougher Than Leather - Run-D.M.C. - 1988: South of Heaven - Slayer - 1988: Masters of Reality - Masters of Reality - 1989: Dice - Andrew Dice Clay - 1989: Live Fast, Die Fast - WolfsbaneWolfsbane - 1990: Trouble - Trouble - 1990: Danzig II: Lucifuge - Danzig - 1990: Seasons in the Abyss - Slayer - 1991: Nobody Said It Was Easy - The Four Horsemen - 1991: Manic Frustration - Trouble - 1991: Decade of Aggression - Slayer - 1991: Blood Sugar Sex Magik - Red Hot Chili Peppers - 1992: Danzig III: How the Gods Kill - Danzig - 1992: King King - Red Devils - 1993: Thrall: Demonsweatlive - Danzig - 1993: Wandering Spirit - Mick Jagger - 1993: 21st Century Jesus - Messiah - 1994: Danzig 4 - Danzig - 1994: American Recordings - Johnny Cash - 1994: Divine Intervention - Slayer - 1994: Wildflowers - Tom Petty - 1995: One Hot Minute - Red Hot Chili Peppers - 1995: Ballbreaker - AC/DC - 1995: God Lives Underwater - God Lives Underwater - 1995: Empty - God Lives Underwater - 1996: Songs and Music from "She's the One" - Tom Petty and the Heartbreakers - 1996: Unchained - Johnny Cash - 1996: Undisputed Attitude - Slayer - 1996: Sutras - Donovan - 1998: "Let Me Give the World to You" - The Smashing Pumpkins (an unreleased song) - 1998: Northern star - Melanie Chisholm ("Suddenly Monday" and "Ga Ga") - 1998: VH1 Storytellers - Johnny Cash & Willie Nelson - 1998: Diabolus in Musica - Slayer - 1998: System of a Down (álbum) - System of a Down - 1998: Chef Aid: The South Park Album - South Park - 1999: Californication - Red Hot Chili Peppers - 1999: Echo - Tom Petty And The Heartbreakers - 1999: Loud Rocks - V/A ("Shame" by System of a Down and Wu-Tang Clan, "Wu-Tang Clan Ain't Nothing Ta Fuck Wit" Tom Morello, Chad Smith and Wu-Tang Clan) - 1999: The Globe Sessions - Sheryl Crow ("Sweet Child O'Mine") - 2000: American 3: Solitary Man - Johnny Cash - 2000: Paloalto - Paloalto - 2000: Renegades - Rage Against the Machine | - 2001: Amethyst Rock Star - Saul Williams - 2001: The War of Art - American Head Charge - 2001: Breath of the Heart - Krishna Das - 2001: The Final Studio Recordings - Nusrat Fateh Ali Khan - 2001: Toxicity (álbum) - System of a Down - 2002: American IV: The Man Comes Around - Johnny Cash - 2002: By The Way - Red Hot Chili Peppers - 2002: Audioslave (álbum) - Audioslave - 2002: Steal This Album! - System of a Down - 2003: Results May Vary - Limp Bizkit (with Terry Date and Jordan Schur) - 2003: Unearthed - Johnny Cash - 2003: Door of Faith - Krishna Das - 2003: De-Loused in the Comatorium - The Mars Volta (with Omar Rodriguez-Lopez) - 2003: The Black Album - Jay-Z ("99 Problems") - 2003: Live at the Grand Olympic Auditorium - Rage Against the Machine - 2003: Heroes and Villains - Paloalto - 2004: Vol. 3 (The Subliminal Verses) - Slipknot - 2004: Armed Love - The (International) Noise Conspiracy - 2004: Crunk Juice - Lil' Jon and the East Side Boyz ("Stop Fuckin' Wit Me") - 2005: Make Believe - Weezer - 2005: Out of Exile - Audioslave - 2005: Mezmerize - System of a Down - 2005: Hypnotize - System of a Down - 2005: 12 Songs - Neil Diamond - 2005: Fijación Oral Vol.1 - Shakira - 2005: Oral Fixation Vol. 2 - Shakira - 2006: Christ Illusion - Slayer - 2006: Stadium Arcadium - Red Hot Chili Peppers - 2006: Taking the Long Way - Dixie Chicks - 2006: American V: A Hundred Highways - Johnny Cash - 2006: FutureSex/LoveSounds - Justin Timberlake ("(Another Song) All Over Again") - 2006: The Saints are Coming - U2 and Green Day - 2007: Untitled new album - The (International) Noise Conspiracy - 2007: Minutes To Midnight - Linkin Park - 2007: American VI - Johnny Cash - 2007: Heroes and Thieves - Vanessa Carlton (with Irv Gotti, 7 Aurelius and Stephan Jenkins) - 2007: Dancing for the Death of an Imaginary Enemy" - Ours - 2007: "Better Than I've Ever Been" - Kanye West, Nas, KRS-One - 2007: Fixing Cities - The (International) Noise Conspiracy - 2007: Rock And Roll Jesus - Kid Rock - 2008: Weezer - Weezer - 2008: Seeing Things - Jakob Dylan - 2008: Home Before Dark - Neil Diamond - 2008: Death Magnetic - Metallica - 2008 o 2009: Untitled - ZZ Top |